# Josef Chaloupka

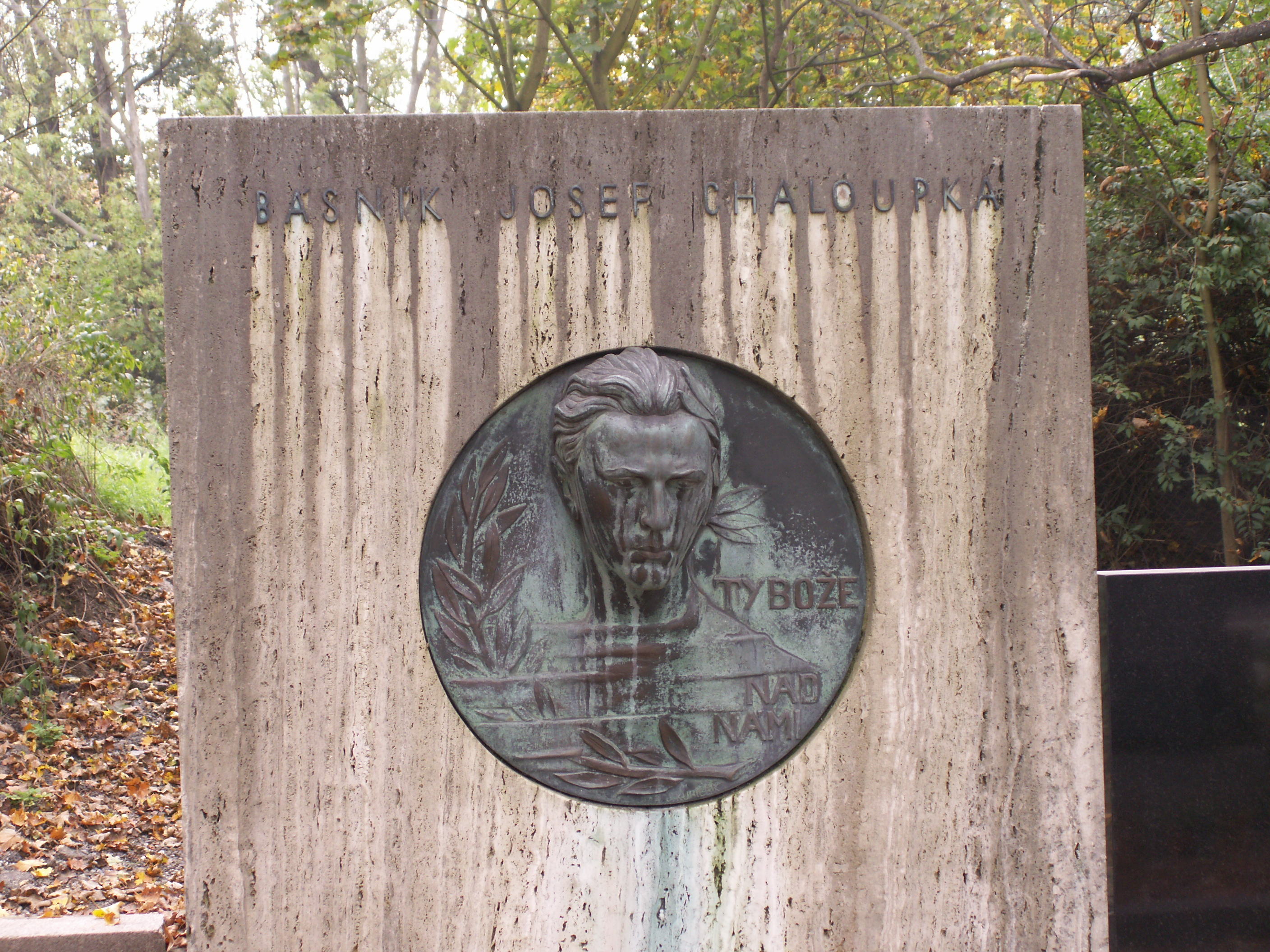
Náhrobek Josefa Chaloupky na hřbitově v Králově Poli

Josef Chaloupka (4. června 1898 Královo Pole – 24. ledna 1930 Brno-Královo Pole) byl český básník a novinář.

## Biografie
V roce 1917 vystudoval v Brně učitelský ústav. Po maturitě byl odveden do armády, narukoval na ruskou frontu, kde byl zraněn. Po skončení první světové války začal učit, nejdříve v Měníně u Brna, od roku 1920 až do své předčasné smrti na Rodinné škole sdružení Vesna v Brně. Zemřel (zřejmě nešťastnou náhodou) na otravu svítiplynem.
Od roku 1946 nese jeho jméno královopolská ulice, v níž v roce 1927 bydlel (tehdy se jmenovala Třebízského ul., dnes Chaloupkova).
Jeho jméno nese i nový Dům služeb pro nevidomé Josefa Chaloupky, který stojí od roku 2020 na původním místě domu, který věnoval nevidomým lidem. V roce 1937 jeho vůli vyplnila jeho matka Anna Chaloupková.

## Literární dílo
V roce 1920, kdy vyšla jeho básnická prvotina Vzplanutí, vstoupil do brněnské Literární skupiny. Její autoři, soustředění kolem časopisu Host, se hlásili většinou k expresionismu. Po rozpadu uskupení v polovině dvacátých let, se stal členem Moravského kola spisovatelů. Spolupracoval rovněž s brněnskými časopisy a novinami. V jeho poezii lze nalézt odraz soudobé proletářské poezie, stopy impresionismu Antonína Sovy i vliv jeho generačního vrstevníka Jiřího Wolkera. Ve svých básnických sbírkách se projevuje jako čistý a upřímný lyrik, lidsky pravdivý. Jeho verše vycházejí z okouzlení okamžikem, pocitu životní tíhy, objevují se i metafyzické úvahy o smyslu života.

## Básnické sbírky
- Vzplanutí (1920)
- Kamarád mrtvých (1922)
- Hlas a mlčení (1923)
- Tvůj bližní (1927)
- Poslední melodie (1938, verše z pozůstalosti)